# Lê Duẩn
Lê Duẩn, più comunemente conosciuto come Le Duan (Quang Tri, 7 aprile 1907 – Hanoi, 10 luglio 1986), è stato un politico e rivoluzionario vietnamita.

## Biografia
Fu uno dei fondatori del Partito Comunista Indocinese, un diffusore delle idee e dei pensieri del comunismo fra gli operai indocinesi negli anni venti. Prima e durante la guerra del Vietnam, Lê fu membro del Comitato Centrale del Partito dei Lavoratori del Vietnam e contribuì a formare dei quadri comunisti nel Vietnam del Sud. Nel 1956 si fece portatore dell'idea della necessità di un'insurrezione nel Sud, senza la quale non sarebbe stato possibile raggiungere l'unificazione nazionale. In ciò si scontrò con Trường Chinh, l'allora segretario generale del Partito, ma ne emerse vittorioso nel 1957 quando sia l'URSS sia Ho Chi Minh approvarono la sua strategia.
Con la rimozione di Trường nel 1956, Lê venne ufficialmente indicato come "numero 2" del Partito; nel 1960 divenne primo segretario del Comitato Centrale, la carica più alta dopo quella di Ho Chi Minh, che era presidente. Fu in particolare responsabile del mantenimento dei rapporti con gli altri paesi che sostenevano il Vietnam del Nord, primi fra tutti URSS e Repubblica Popolare Cinese, destreggiandosi così per evitare che la crisi sino-sovietica influisse negativamente sul Vietnam.
Dopo la morte di Ho Chi Minh, che era anche presidente della Repubblica Democratica del Vietnam, nel 1969, il potere statale passò a Tôn Đức Thắng, mentre Lê abolì la carica di presidente del PCV, divenendone così il diretto capo. Era leader del Partito quando le due parti del Vietnam vennero riunificate, dando vita alla Repubblica Socialista del Vietnam. Approvò l'invasione del Kampuchea Democratico nel 1979 per rovesciare il governo di Pol Pot.
Lê si era infatti schierato definitivamente con l'URSS e temeva che la presenza di un governo vicino alla Cina come era quello dei Khmer rossi avrebbe potuto destabilizzare il Vietnam nell'area ex-indocinese. Con l'invasione della Cambogia ed i conseguenti brevi combattimenti di confine con la Cina, Lê spinse il governo vietnamita a stringere stretti accordi con l'Unione Sovietica e sempre nel 1979 venne insignito del Premio Lenin per la pace. Rafforzò inoltre i legami con il Laos di Kaysone Phomvihane, il quale permise alle truppe vietnamite di transitare liberamente nel paese.
Nel 1976, poco dopo la riunificazione del Vietnam, tutti i gruppi comunisti nel paese, compreso il Partito dei Lavoratori, si unirono per formare il Partito Comunista del Vietnam. Lê venne subito nominato segretario generale del Comitato Centrale, conservando così la sua precedente posizione. Lê rimase segretario del PCV fino alla sua morte, nel 1986, quando gli succedette per un anno l'ex rivale Trường Chinh e successivamente Nguyễn Văn Linh.